# Dasythorax incaica
Dasythorax incaica är en fjärilsart som beskrevs av Köhler 1952. Dasythorax incaica ingår i släktet Dasythorax och familjen nattflyn. Inga underarter finns listade i Catalogue of Life.